# 切尔韦尼亚克·蒂博尔
切尔韦尼亚克·蒂博尔（匈牙利語：Cservenyák Tibor，1948年8月8日—），匈牙利男子水球运动员。他曾代表匈牙利参加1972年和1976年夏季奥林匹克运动会水球比赛，共获得一枚金牌和一枚银牌。